# Wilm Weppelmann

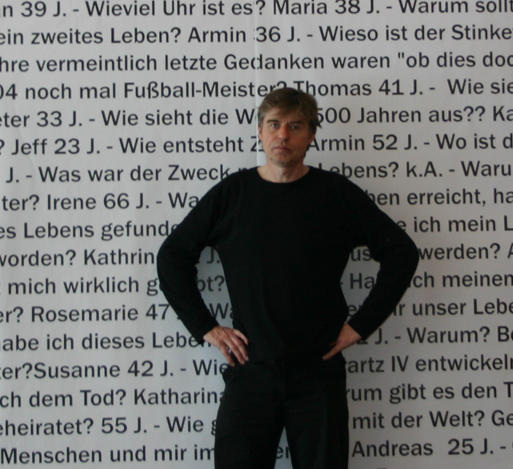
Wilm Weppelmann (2005)

Wilm Weppelmann (* 17. April 1957 in Lüdinghausen; † 5. November 2021) war ein deutscher Künstler. Er lebte und arbeitete als Konzeptkünstler, Gartenkünstler, Fotograf und Autor zuletzt in Münster (Westfalen).

## Biographie
Wilm Weppelmann wuchs in Ottmarsbocholt (Westfalen) auf. 1977 legte er sein Abitur am Pascal-Gymnasium Münster ab. Nach dem Studium der Germanistik an der Westfälischen Wilhelms-Universität Münster begann Weppelmann seinen beruflichen Werdegang mit einer Stelle als Regie- und Dramaturgie-Assistent am Münsteraner Zimmertheater (dem heutigen Wolfgang Borchert Theater). Später arbeitete er als freier Journalist für verschiedene Kulturredaktionen; anschließend übernahm Weppelmann eine leitende Stellung beim Dortmunder Harenberg-Verlag, bevor er sich Ende der 1990er-Jahre ganz der Kunst widmete. Ab 2005 räumte er dem Gartenthema einen besonderen Schwerpunkt in seiner künstlerischen Arbeit ein. Wilm Weppelmann starb nach langer, schwerer Krankheit am 5. November 2021.

## Werk
Weppelmann arbeitete interdisziplinär. In seinen künstlerischen Projekten brachte er die unterschiedlichsten Fachdisziplinen zusammen. Konzeptkunst, Aktionskunst, Videokunst, Fotokunst, Gartenkunst und Installation wurden häufig in eine Gesamtinszenierung einbezogen und durch ein eigenständig kuratiertes Vortrags- und Kulturprogramm ergänzt. Subversion als künstlerische Strategie unterstrich oft den kritischen und politischen Anspruch seiner Arbeit.
Zum Anfang seiner künstlerischen Tätigkeit hatte Weppelmann sich intensiv mit dem Ende des menschlichen Lebens auseinandergesetzt. Seine Fotoreihe Hier möchte ich sterben wurde in ganz Deutschland gezeigt. Wilm Weppelmann war Kurator und Künstler der Ausstellung Sterben kommt des Museums für Sepulkralkultur in Kassel (24. April 2004 bis 5. Oktober 2004). Dabei wurden den Besuchern auf einer Fläche von 500 m² unterschiedliche Installationen aus den Bereichen Foto, Film und Ton präsentiert. Die Akademie der Diözese Rottenburg-Stuttgart präsentierte im Jahr 2005 Weppelmanns Installation Die letzte Frage.
In seiner künstlerischen Fotografie berührte Weppelmann Grenzthemen des menschlichen Lebens. Konzept- und Porträtfotoreihen zur Zukunft des Menschen, dem Leben in der Nacht oder auch dem Sterben wurden zumeist in Schwarzweißfotografien ausgearbeitet und ausgestellt. Eine surreale Poesie findet sich in seinen Fotoplakatentwürfen für die Freie Gartenakademie, die Kultstatus erreicht haben.
Auf allen Ebenen seiner künstlerischen Arbeit nahm ab 2005 der urbane Garten und das Stadtgrün, als Kunst-, Natur- und Kulturraum, eine vorrangige Stellung ein, dazu gehörten: inszenierte Fotografie, Interventionen im öffentlichen Raum, Guerilla Gardening, Dauerperformance, Erd- und Pflanzeninstallationen, schwimmende Gemüsegärten und weitere Gartenkreationen, die sich auch mit historischen Themen beschäftigten. Zentrale Bezugspunkte waren der Kleingarten, die Gemüsekultur und damit verbunden die Selbstversorgungswirtschaft.

## Einzelprojekte als Gartenkünstler
Weppelmann gründete 2006 die Freie Gartenakademie. Die internationale Kulturveranstaltungsreihe findet jährlich in seinem Schrebergarten in einer Kleingartenanlage in Münster statt und beschäftigt sich mit dem Thema Garten in allen „existentiellen, ökologischen, philosophischen, sozialen und kulturellen Dimensionen“.

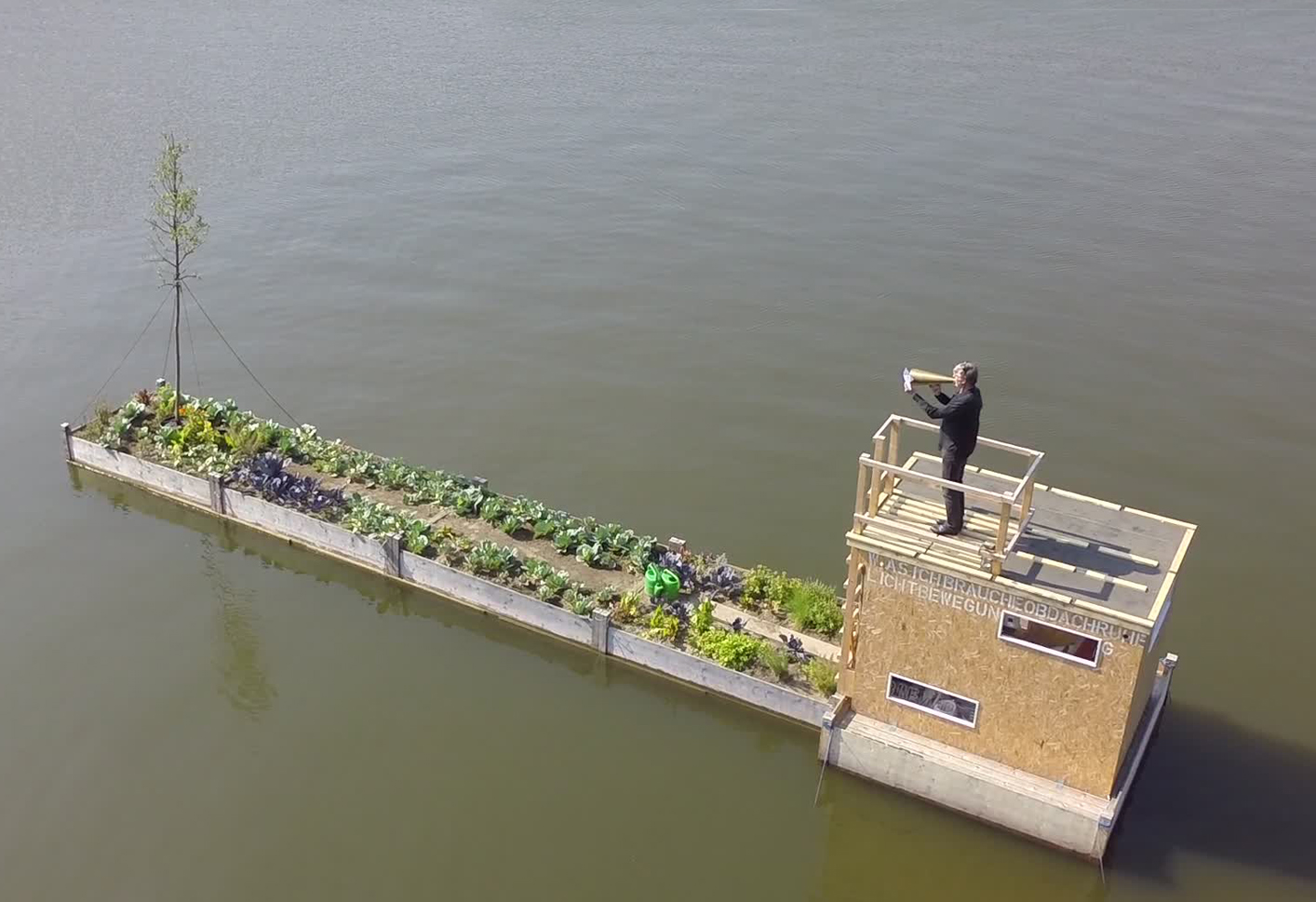
aFarm II – eine Installation von Wilm Weppelmann (2014) auf dem Aasee (Münster)

Im Sommer 2013 verwirklichte Wilm Weppelmann einen 24 m² großen, schwimmenden Gemüsegarten als temporäre künstlerische Installation auf dem Aasee (Münster). Er nannte sein Selbstversorgungsprojekt aFARM, um einen Bezug zur globalen Landwirtschaft herzustellen. 2014 erweiterte er das Experiment durch ein Mikrohaus. Vom 1. September bis 30. September 2014 verbrachte er Tag und Nacht in einer Dauerperformance auf der Garteninsel und ernährte sich von den dort gewachsenen Gartenbaufrüchten. Zu seinem streng reglementierten Tagesablauf gehörte nicht nur die gärtnerische Arbeit, sondern auch die Aufgabe eines Stadtausrufers, der das Thema der Installation „was ich brauche“ und damit die menschlichen Grundbedürfnisse lautstark ansprach. Das Projekt fand eine große überregionale Resonanz.
Mit weiteren Langzeitprojekten ist Weppelmann auch international aktiv: The Adventures of Rob Cabbage (Konzeptkunst), Urban Restruction Site (Installationen zur Neuvermessung der Stadt), Der Winterschlaf von Wilm Weppelmann (Konzeptkunst zum Rhythmus des Lebens), Gardenstreet (Interventionen im öffentlichen Straßenraum in ganz Europa) und The Hunger Garden (Garteninstallation zum Hunger in der Gegenwart und Vergangenheit).

## Publikationen (Auswahl)
- Aus dem Wörterbuch der Sterblichkeiten (1996)
- Ich verlässt ich (2003) ISBN 3-930322-45-5
- Die Kunst in sich zu wohnen (2004) ISBN 3-924447-27-6
- Sterben kommt (2004) ISBN 3-924447-25-X